# Беніто Арчундія
Беніто Армандо Арчундія Тельєс (ісп. Benito Armando Archundia Téllez, нар. 21 березня 1966, Тлальнепантла-де-Бас) — колишній мексиканський футбольний арбітр. Він відомий в Мексиці як Армандо Арчундія, але подається як Беніто Арчундія у записах ФІФА. Він був професійним арбітром з 1985 року і став арбітром ФІФА 1993 року. Його перший матч як міжнародного арбітра відбувся в 1994 році, коли він судив гру між США та Грецією.
Арчундія є лідером серед кількості обслугованих матчів на Чемпіонатах світу, будучи одним з двох арбітрів, які провели 8 матчів (інший — Жоель Кінью). Він також ділить рекорд за кількістю матчів, проведених на одному чемпіонаті світу (5 в 2006 році). Крім нього такого результату досягали лише Орасіо Елісондо в 2006 році, і Равшан Ірматов в 2010 році.
Крім того, він двічі обслуговував фінал Клубного чемпіонату світу — в 2005 і 2009 роках.
Спочатку він планував піти у відставку після закінчення чемпіонату світу 2010 року, але вирішив продовжити кар'єру ще як мінімум на рік. Він був рефері в урочистому відкритті Естадіо Омнілайф, який завершився матчем «Гвадалахари» проти «Манчестер Юнайтед».
На додаток до роботи рефері, Арчундія мав професію юриста і економіста.

## Чемпіонати світу

### Чемпіонат світу 2006
Першим чемпіонатом світу для Беніто став турнір 2006 року, де він відсудив в цілому п'ять матчів. Його остання гра була в півфіналі між Німеччиною і Італією. В цілому він був одним з найбільш шанованих і досвідчених суддів на ЧС-2006, і видавав в середньому 3 картки за матч (найнижчий з результатів серед усіх арбітрів на турнірі).
| Турнір | Дата      | Місце                        | Раунд       | Команда1  | Результат          | Команда2       |
| ------ | --------- | ---------------------------- | ----------- | --------- | ------------------ | -------------- |
| 2006   | 13 червня | Олімпійський стадіон, Берлін | First Round | Бразилія  | 1 — 0              | Хорватія       |
| 2006   | 18 червня | Ред Булл Арена, Лейпциг      | First Round | Франція   | 1 — 1              | Південна Корея |
| 2006   | 22 червня | Фолькспаркштадіон, Гамбург   | First Round | Чехія     | 0 — 2              | Італія         |
| 2006   | 26 червня | Рейн Енергі Штадіон, Кельн   | Round of 16 | Швейцарія | 0 — 0 (0 — 3 пен.) | Україна        |
| 2006   | 4 липня   | Зігналь Ідуна Парк, Дортмунд | Semi-finals | Німеччина | 0 — 2 (д.ч.)       | Італія         |

### Чемпіонат світу 2010
Свій другий чемпіонат світу Арчундія провів у 2010 році і відсудили в загальній складності три матчі. Його остання гра була матчем за третє місце між командами Німеччини і Уругваю.
| Турнір | Дата      | Місце                              | Раунд              | Команда1   | Результат | Команда2  |
| ------ | --------- | ---------------------------------- | ------------------ | ---------- | --------- | --------- |
| 2010   | 14 червня | Кейптаун, Кейптаун                 | Груповий етап      | Італія     | 1 — 1     | Парагвай  |
| 2010   | 5 червня  | Мозес Мабіда, Дурбан               | Груповий етап      | Португалія | 0 — 0     | Бразилія  |
| 2010   | 10 липня  | Нельсон Мандела Бей, Порт-Елізабет | Матч за 3-тє місце | Уругвай    | 2 — 3     | Німеччина |